# Forraje
Forraje est un groupe de rock espagnol originaire d'A Pobra do Caramiñal dans la province de La Corogne en Espagne.

## Membres
actuel
- Antonio Suárez "Lulu": Guitare et chant
- Perfecto Mariño "Kuervo": Guitare et chant
- Fernando Quintela"Fer": Basse et chant
- Gerardo Pouso "Jerry": Batterie

ancien
- Juancho Pérez "Juancho": Basse et chant

## Discographie
- Estoy que muerdo, 2003
- Diario de un alma rota, 2006
- Retales de vino y luna, 2009
- Quejidos que no escucha nadie, 2013